# Degețica (film din 1994)
Degețica (titlu original Thumbelina) este un film de animație din 1994. Este regizat de Don Bluth și Gary Goldman. Scenariul se bazează pe o povestire omonimă de Hans Christian Andersen.

## Prezentare
O fată nu mai mare decât degetul mamei ei se simte singură pe lume știind că este singura persoană de mărimea ei. Dorința ei de a avea un însoțitor se va îndeplini în sfârșit când Prințul zânelor ajunge la pervazul ferestrei. Cu toate acestea, viața naivă Thumbelina merge în jos de acolo atunci când o broască o răpește. În timp ce ea încearcă să găsească o cale spre casă, ea începe să crească și învață despre speranță cu ajutorul prietenilor pe care și i-a dorit dintotdeauna.

## Voci/personaje
- Jodi Benson ca Degețica
- Gary Imhoff ca Prințul Cornelius
- Joe Lynch ca Grundel
- Gino Conforti ca Jacquimo
- Gilbert Gottfried ca Berkeley Beetle
- John Hurt ca Mr. Mole
- Carol Channing ca Ms. Fieldmouse
- Kenneth Mars ca Regele Colbert
- June Foray ca Regina Tabitha
- Charo ca Mrs. Toad
- Barbara Cook ca mama Degețicăi
- Will Ryan ca  Hero/Reverend Rat
- Danny Mann ca  Mozo
- Loren Lester ca Gringo
- Pat Musick ca Mrs. Rabbit
- Neil Ross ca Mr. Bear/Mr. Fox
- Tony Jay ca the Cow
- Tawny Sunshine Glover ca Gnatty
- Michael Nunes ca Li'l Bee
- Kendall Cunningham ca Baby Bug[2]